# Euphorbia prona
Euphorbia prona es una especie fanerógama perteneciente a la familia de las euforbiáceas. Es endémica de Somalia.

## Descripción
Es una planta suculenta semi-postrada perennifolia], con extenso tallo de 75 cm de largo, poco ramificado; tallo y ramas cilíndricos, de 1,5-2 cm de grosor, con tubérculos prominentes de 7-10 mm de separación, en 5 series de espiral vagamente separadas por surcos profundos; espinoso.

## Ecología
Se encuentra en las laderas rocosas de las montañas, entre los matorrales escasos de Commiphora;  a una altitud de ± 300 metros.	 
Sin embargo es muy poco frecuente y rara vez se encuentran en el cultivo.
Cercana de Euphorbia inaequispina, Euphorbia dasyacantha.

## Taxonomía
Euphorbia prona fue descrita por S.Carter y publicado en Nordic Journal of Botany 12(4): 420. 1992.
Etimología
Euphorbia: nombre genérico que deriva del médico griego del rey Juba II de Mauritania (52 a 50 a. C. - 23), Euphorbus, en su honor – o en alusión a su gran vientre –  ya que usaba médicamente Euphorbia resinifera. En 1753 Carlos Linneo asignó el nombre a todo el género.
prona: epíteto latino que significa "inclinada hacia adelante".